# Vale do Ipanema (tiểu vùng)
Vale do Ipanema là một tiểu vùng thuộc bang Pernambuco, Brasil. Tiều vùng này có diện tích 5236 km², dân số năm 2007 là 161752 người.